# Smithita
|  | No s'ha de confondre amb la smythita, un altre mineral sulfur.. |

La smithita és un mineral de la classe dels sulfurs. Rep el nom en honor de George Frederick Herbert Smith (Edgbaston, Anglaterra, 26 de maig de 1872 - 20 d'abril de 1953), cristal·lògraf i conservador del British Museum of Natural History, a Londres. La herbertsmithita també rep el nom en honor seu.

## Característiques
La smithita és una sulfosal de fórmula química AgAsS₂. Es tracta d'una espècie aprovada per l'Associació Mineralògica Internacional, i publicada per primera vegada el 1905. Cristal·litza en el sistema monoclínic. La seva duresa a l'escala de Mohs es troba entre 1,5 i 2.
Segons la classificació de Nickel-Strunz, la smithita pertany a «02.C - Sulfurs metàl·lics, M:S = 1:1 (i similars), amb Ni, Fe, Co, PGE, etc.» juntament amb els següents minerals: achavalita, breithauptita, freboldita, kotulskita, langisita, niquelina, sederholmita, sobolevskita, stumpflita, sudburyita, jaipurita, zlatogorita, pirrotina, troilita, cherepanovita, modderita, rutenarsenita, westerveldita, mil·lerita, mäkinenita, mackinawita, hexatestibiopanickelita, vavřínita, braggita, cooperita i vysotskita.

## Formació i jaciments
Va ser descoberta a la pedrera Lengenbach, situada a la localitat de Fäld, a Valais (Suïssa). També ha estat descrita a França, Alemanya, Espanya, Irlanda, Polònia, Iran, el Japó, Xile i el Perú.